# Lecanogaster chrysea
Lecanogaster chrysea är en fiskart som beskrevs av Briggs, 1957. Lecanogaster chrysea ingår i släktet Lecanogaster och familjen dubbelsugarfiskar. Inga underarter finns listade i Catalogue of Life.